# Alessandro Antongini
Alessandro Antongini (Milano, 28 febbraio 1814 – Borgosesia, 2 maggio 1889) è stato uno dei "Mille" di Garibaldi.
Fu inoltre un imprenditore e patriota che prese parte al Risorgimento italiano.

## Biografia
Figlio di Pasquale Antongini, fu il più giovane di quattro fratelli.
Nel 1848 partecipò attivamente alle Cinque giornate di Milano.

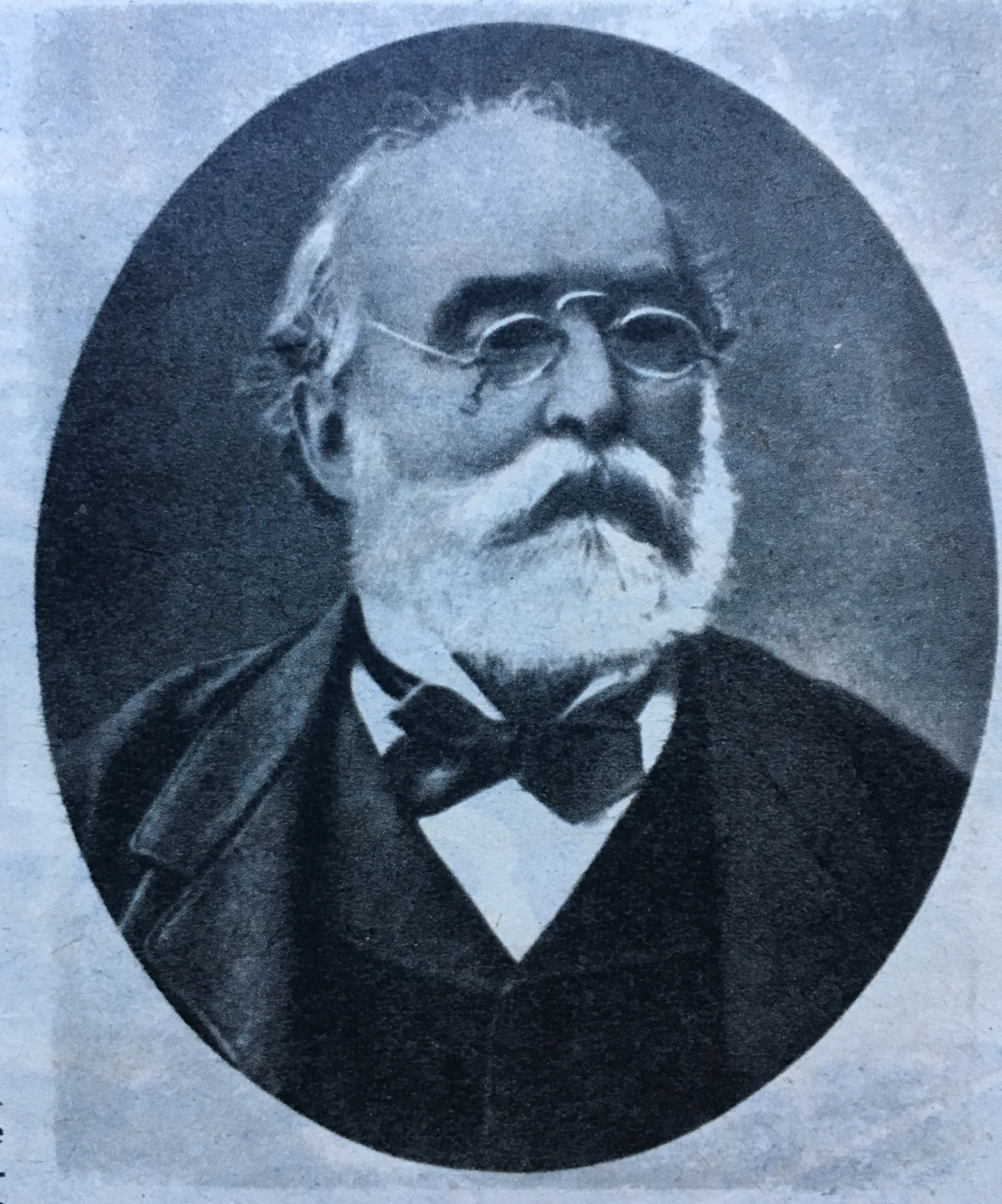
Alessandro Antongini

Il 30 gennaio 1850, insieme al fratello Carlo, fonda ad Aranco, in un'ex officina meccanica appartenuta fino a quel momento ad un certo Giovanni Ajmone, una filatura di lana a pettine chiamata: "Fratelli Antongini & Comp." alla quale si assoceranno poi Baldassarre Zucchetti e gli altri due fratelli: Tomaso e Gaetano, anche se non avranno mai un ruolo fondamentale. Nel 1870 l'industria tessile, che avrà già notevoli dimensioni di impiego e di estensione per il contesto valsesiano, verrà trasferita a Borgosesia, dove è attiva ancora oggi. Dalla sua fondazione muterà più volte ragione sociale fino a diventare, il 1º marzo 1873: ''Manifattura di Lane in Borgosesia'', e quindi poi: "Manifattura Lane Borgosesia".
Il 29 aprile del 1860 firmò in favore del genovese Raffaele Rubattino una cambiale di 510 000 lire per garantire il noleggio dei vapori a ruote su cui s'imbarcarono i garibaldini per giungere nel Regno delle Due Sicilie. Prese parte alla spedizione in qualità di tesoriere.
Morì a Borgosesia il 2 maggio 1889 lasciando vedova la moglie Ernesta.
Il Comune di Borgosesia con delibera del Consiglio Comunale datata 7 aprile 1890 intitola "Via Fratelli Antongini" la strada ove è situata la Manifattura.